# Caloptilia deltanthes
Caloptilia deltanthes är en fjärilsart som först beskrevs av Edward Meyrick 1935.  Caloptilia deltanthes ingår i släktet Caloptilia och familjen styltmalar. Inga underarter finns listade i Catalogue of Life.